# Jörgen Mattlar
Jörgen Mattlar, född 1966 i Grankulla i Finland, är en finlandssvensk forskare och poet, som sedan drygt 30 år är bosatt i Sverige. Mattlar är utbildad snickare och arbetade som båtvarvs- och byggnadsarbetare i Stockholm, därefter läste han litteraturvetenskap vid Uppsala universitet och arbetade en tid som gymnasielärare, innan han fortsatte med forskarstudier vid Uppsala universitet där han disputerade i didaktik 2008. Därefter har han arbetat som universitetslektor i didaktik vid Uppsala universitet . Mattlar debuterade som poet med diktsamlingen mot pol 2004.